# Fiumicello Urago
Fiumicello Urago è stato un comune della provincia di Brescia, soppresso e annesso al capoluogo nel 1880.

## Geografia fisica
Il territorio era pianeggiante, attraversato dal fiume Mella e dal fiume Grande. L'area è oggi occupata da alcuni quartieri di Brescia: Chiusure, Fiumicello, Porta Milano (sede comunale), Primo Maggio, Urago Mella e Villaggio Violino.

## Storia
Facente parte dei corpisanti o chiusure di Brescia, Fiumicello fu istituito come comune autonomo nel 1816 con la notifica 12 febbraio del governo del Regno Lombardo-Veneto.
Nel Regno d'Italia mantenne l'autonomia con la Legge 23 ottobre 1859 n. 3702 e nel 1868 incorporò il comune di Urago Mella, cambiando nome da "Fiumicello" a "Fiumicello Urago". Fu soppresso il 30 giugno 1880, in esecuzione del Regio Decreto 10 giugno 1880, n. 5489, e aggregato al comune di Brescia.

## Amministrazione
| Periodo | Periodo | Primo cittadino    | Partito | Carica  | Note  |
| ------- | ------- | ------------------ | ------- | ------- | ----- |
| 1860    | 1862    | Giovanni Moggi     |         | Sindaco | [ 5 ] |
| 1862    | 1867    | Francesco Cicogna  |         | Sindaco | [ 6 ] |
| 1867    | 1869    | Bernardo Borghetti |         | Sindaco | [ 7 ] |
| 1869    | 1871    | Giuseppe Briarava  |         | Sindaco | [ 8 ] |
| 1871    | 1880    | Lorenzo Keller     |         | Sindaco | [ 9 ] |